# Bernard d'Abbadie d'Arboucave
Bernard d'Abbadie d'Arboucave ou d'Arbocave (né vers 1652 à Maslacq mort le 14 décembre 1732 à Dax), ecclésiastique, est évêque de Dax de 1690 à 1732.

## Biographie
Bernard d'Abbadie d'Arboucave ou d'Arbocave est issu d'une noble famille gasconne originaire du Béarn. Il est le fils de Daniel-Pierre d'Abbadie baron d'Arboucave et de Anne-Françoise de Poudenx (vers 1625 - 1654) une sœur de l'évêque de Tarbes François de Poudenx.  
Lorsqu'il est appelé à l'épiscopat il n'est que simple curé de sa ville natale de Maslacq dans le diocèse de Lectoure. Nommé évêque en 1690 il est confirmé le 5 mai 1692 et consacré en octobre dans l'église du séminaire Saint-Magloire de Paris par l'archevêque d'Auch, Anne-Tristan de La Baume de Suze. Il est pourvu en commende le 14 août 1704 de l'abbaye Saint-Vincent de Lucq dans le diocèse d'Oloron.
Sa position vis-à-vis du jansénisme est fluctuante. Il s'y oppose puis après la publication de la bulle Unigenitus, il « suspend » son accord en 1719, sans toutefois rejoindre le camp des Appelants. En 1728 il se « rétracte » à la suite du cardinal Louis-Antoine de Noailles en se contentant simplement de publier la bulle pontificale. Il poursuit son épiscopat et meurt à Dax le 14 décembre 1732.